# MotoGP Anh 2024
Chặng đua MotoGP Anh 2024 là chặng đua thứ 10 của giải đua xe MotoGP 2024, chặng đua diễn ra từ ngày 2 tháng 8 năm 2024 đến ngày 4 tháng 8 năm 2024 ở trường đua Silverstone, Vương Quốc Anh.
Ở thể thức MotoGP, Aleix Espargaro của đội đua Aprilia là người giành được pole. Còn người chiến thắng cuộc đua Sprint race và đua chính là Enea Bastianini của đội đua Ducati Corse.
Jorge Martin về nhì ở cả hai cuộc đua Sprint race và đua chính đã giành lại ngôi đầu bảng xếp hạng tổng từ tay Francesco Bagnaia, tay đua đã để ngã xe ở cuộc đua Sprint race.

## Kết quả cuộc đua Sprint race thể thức MotoGP
| Stt                                                               | Số xe | Tay đua               | Đội đua                           | Xưởng đua | Lap | Kết quả   | Xuất phát | Điểm |
| ----------------------------------------------------------------- | ----- | --------------------- | --------------------------------- | --------- | --- | --------- | --------- | ---- |
| 1                                                                 | 23    | Enea Bastianini       | Ducati Lenovo Team                | Ducati    | 10  | 19:49:929 | 3         | 12   |
| 2                                                                 | 89    | Jorge Martín          | Prima Pramac Racing               | Ducati    | 10  | +1.094    | 4         | 9    |
| 3                                                                 | 41    | Aleix Espargaró       | Aprilia Racing                    | Aprilia   | 10  | +2.023    | 1         | 7    |
| 4                                                                 | 33    | Brad Binder           | Red Bull KTM Factory Racing       | KTM       | 10  | +8.644    | 6         | 6    |
| 5                                                                 | 31    | Pedro Acosta          | Red Bull GasGas Tech3             | KTM       | 10  | +8.777    | 9         | 5    |
| 6                                                                 | 73    | Álex Márquez          | Gresini Racing MotoGP             | Ducati    | 10  | +9.043    | 5         | 4    |
| 7                                                                 | 43    | Jack Miller           | Red Bull KTM Factory Racing       | KTM       | 10  | +11.504   | 11        | 3    |
| 8                                                                 | 12    | Maverick Viñales      | Aprilia Racing                    | Aprilia   | 10  | +11.689   | 8         | 2    |
| 9                                                                 | 49    | Fabio Di Giannantonio | Pertamina Enduro VR46 Racing Team | Ducati    | 10  | +11.828   | 10        | 1    |
| 10                                                                | 88    | Miguel Oliveira       | Trackhouse Racing                 | Aprilia   | 10  | +13.328   | 15        |      |
| 11                                                                | 20    | Fabio Quartararo      | Monster Energy Yamaha MotoGP Team | Yamaha    | 10  | +15.373   | 18        |      |
| 12                                                                | 25    | Raúl Fernández        | Trackhouse Racing                 | Aprilia   | 10  | +18.234   | 14        |      |
| 13                                                                | 37    | Augusto Fernández     | Red Bull GasGas Tech3             | KTM       | 10  | +18.326   | 17        |      |
| 14                                                                | 5     | Johann Zarco          | Castrol Honda LCR                 | Honda     | 10  | +18.492   | 16        |      |
| 15                                                                | 10    | Luca Marini           | Repsol Honda Team                 | Honda     | 10  | +19.050   | 19        |      |
| 16                                                                | 36    | Joan Mir              | Repsol Honda Team                 | Honda     | 10  | +19.674   | 20        |      |
| 17                                                                | 30    | Takaaki Nakagami      | Idemitsu Honda LCR                | Honda     | 10  | +29.302   | 21        |      |
| 18                                                                | 87    | Remy Gardner          | Monster Energy Yamaha MotoGP Team | Yamaha    | 10  | +31.070   | 22        |      |
| Out                                                               | 93    | Marc Márquez          | Gresini Racing MotoGP             | Ducati    | 9   | Tai nạn   | 7         |      |
| Out                                                               | 1     | Francesco Bagnaia     | Ducati Lenovo Team                | Ducati    | 4   | Tai nạn   | 2         |      |
| Out                                                               | 72    | Marco Bezzecchi       | Pertamina Enduro VR46 Racing Team | Ducati    | 0   | Va chạm   | 12        |      |
| Out                                                               | 21    | Franco Morbidelli     | Prima Pramac Racing               | Ducati    | 0   | Tai nạn   | 13        |      |
| Fastest sprint lap: Francesco Bagnaia (Ducati) – 1:58.260 (lap 4) |       |                       |                                   |           |     |           |           |      |
| Kết quả chính thức                                                |       |                       |                                   |           |     |           |           |      |

Ghi chú:
- Franco Morbidelli bị phạt chạy 2 vòng long-lap trong cuộc đua chính do lỗi gây tai nạn cho Marco Bezzecchi.[5]

## Kết quả đua chính
| Stt                                                        | Số xe | Tay đua               | Đội đua                           | Xưởng đua | Lap | Kết quả   | Xuất phát | Điểm |
| ---------------------------------------------------------- | ----- | --------------------- | --------------------------------- | --------- | --- | --------- | --------- | ---- |
| 1                                                          | 23    | Enea Bastianini       | Ducati Lenovo Team                | Ducati    | 20  | 39:51:879 | 3         | 25   |
| 2                                                          | 89    | Jorge Martín          | Prima Pramac Racing               | Ducati    | 20  | +1.931    | 4         | 20   |
| 3                                                          | 1     | Francesco Bagnaia     | Ducati Lenovo Team                | Ducati    | 20  | +5.866    | 2         | 16   |
| 4                                                          | 93    | Marc Márquez          | Gresini Racing MotoGP             | Ducati    | 20  | +6.906    | 7         | 13   |
| 5                                                          | 49    | Fabio Di Giannantonio | Pertamina Enduro VR46 Racing Team | Ducati    | 20  | +7.736    | 10        | 11   |
| 6                                                          | 41    | Aleix Espargaró       | Aprilia Racing                    | Aprilia   | 20  | +9.514    | 1         | 10   |
| 7                                                          | 73    | Álex Márquez          | Gresini Racing MotoGP             | Ducati    | 20  | +9.741    | 5         | 9    |
| 8                                                          | 72    | Marco Bezzecchi       | Pertamina Enduro VR46 Racing Team | Ducati    | 20  | +14.016   | 12        | 8    |
| 9                                                          | 31    | Pedro Acosta          | Red Bull GasGas Tech3             | KTM       | 20  | +16.386   | 9         | 7    |
| 10                                                         | 21    | Franco Morbidelli     | Prima Pramac Racing               | Ducati    | 20  | +23.609   | 13        | 6    |
| 11                                                         | 20    | Fabio Quartararo      | Monster Energy Yamaha MotoGP Team | Yamaha    | 20  | +24.202   | 18        | 5    |
| 12                                                         | 43    | Jack Miller           | Red Bull KTM Factory Racing       | KTM       | 20  | +25.767   | 11        | 4    |
| 13                                                         | 12    | Maverick Viñales      | Aprilia Racing                    | Aprilia   | 20  | +26.751   | 8         | 3    |
| 14                                                         | 5     | Johann Zarco          | Castrol Honda LCR                 | Honda     | 20  | +26.953   | 16        | 2    |
| 15                                                         | 30    | Takaaki Nakagami      | Idemitsu Honda LCR                | Honda     | 20  | +37.278   | 21        | 1    |
| 16                                                         | 37    | Augusto Fernández     | Red Bull GasGas Tech3             | KTM       | 20  | +37.605   | 17        |      |
| 17                                                         | 10    | Luca Marini           | Repsol Honda Team                 | Honda     | 20  | +47.507   | 19        |      |
| 18                                                         | 87    | Remy Gardner          | Monster Energy Yamaha MotoGP Team | Yamaha    | 20  | +59.137   | 22        |      |
| Out                                                        | 36    | Joan Mir              | Repsol Honda Team                 | Honda     | 11  | Bỏ cuộc   | 20        |      |
| Out                                                        | 88    | Miguel Oliveira       | Trackhouse Racing                 | Aprilia   | 0   | Va chạm   | 15        |      |
| Out                                                        | 33    | Brad Binder           | Red Bull KTM Factory Racing       | KTM       | 0   | Li hợp    | 6         |      |
| Out                                                        | 25    | Raúl Fernández        | Trackhouse Racing                 | Aprilia   | 0   | Tai nạn   | 14        |      |
| Fastest lap: Aleix Esparagaro (Aprilia) – 1:58.895 (lap 3) |       |                       |                                   |           |     |           |           |      |
| Kết quả chính thức                                         |       |                       |                                   |           |     |           |           |      |

Ghi chú:
- Luca Marini bị phạt 16 giây lỗi áp suất lốp xe không đúng quy định.[6]

## Bảng xếp hạng sau chặng đua

### MotoGP
|   | Stt | Tay đua           | Điểm |
| - | --- | ----------------- | ---- |
| 1 | 1   | Jorge Martín      | 241  |
| 1 | 2   | Francesco Bagnaia | 238  |
| 1 | 3   | Enea Bastianini   | 192  |
| 1 | 4   | Marc Márquez      | 179  |
|   | 5   | Maverick Viñales  | 130  |

|  | Stt | Xưởng đua | Điểm |
|  | --- | --------- | ---- |
|  | 1   | Ducati    | 352  |
|  | 2   | Aprilia   | 192  |
|  | 3   | KTM       | 178  |
|  | 4   | Yamaha    | 53   |
|  | 5   | Honda     | 26   |

|  | Stt | Đội đua                           | Điểm |
|  | --- | --------------------------------- | ---- |
|  | 1   | Ducati Lenovo Team                | 430  |
|  | 2   | Prima Pramac Racing               | 302  |
|  | 3   | Gresini Racing MotoGP             | 271  |
|  | 4   | Aprilia Racing                    | 229  |
|  | 5   | Pertamina Enduro VR46 Racing Team | 165  |